# Beatriz Keller
Beatriz Keller es una deportista alemana que compitió para la RFA en remo. Ganó una medalla de oro en el Campeonato Mundial de Remo de 1984, en la prueba de cuatro sin timonel ligero.

## Palmarés internacional
| Campeonato Mundial | Campeonato Mundial | Campeonato Mundial | Campeonato Mundial        |
| Año                | Lugar              | Medalla            | Prueba                    |
| ------------------ | ------------------ | ------------------ | ------------------------- |
| 1984               | Montreal (Canadá)  | Medalla de oro     | Cuatro sin timonel ligero |